# Albert Ziegler (Psychologe)
Albert Ziegler (* 4. Juli 1961 in Siebeldingen) ist Inhaber des Lehrstuhls für Pädagogische Psychologie und Exzellenzforschung an der Friedrich-Alexander-Universität Erlangen-Nürnberg.
Ziegler erwarb das Abitur am Max-Slevogt-Gymnasium, studierte an der Universität Landau und arbeitete anschließend am Max-Planck-Institut für psychologische Forschung in München, wo er auch promovierte. Ziegler habilitierte 1998 an der Ludwig-Maximilians-Universität München. Inhalt seiner Arbeit war die Entwicklung des logischen Denkens. Im Anschluss daran war er Gastprofessor an der Columbia University of New York. Weitere Gastprofessuren hatte er später an der Chinesischen Akademie der Wissenschaften in Peking, der Universität Wien sowie der University of British Columbia in Vancouver inne. 2017 erhielt er eine Ehrenprofessur der Pontifical Catholic University of Peru in Lima.
Ziegler übernahm 2000 eine Professur für Pädagogische Psychologie an der Johann-Wolfgang-Goethe-Universität in Frankfurt, bevor er 2001 an die Universität Ulm ebenfalls auf eine Professur für Pädagogische Psychologie wechselte. Ab 2011 ist Ziegler an der Friedrich-Alexander-Universität Erlangen-Nürnberg.
Ein Forschungsschwerpunkt Zieglers während seiner Ulmer Zeit war die Begabtenförderung. So gründete und leitete er die Landesweite Beratungs- und Forschungsstelle für Hochbegabung (LBFH) an der Universität Ulm, welche nach seinem Weggang nun an der Friedrich-Alexander-Universität Erlangen-Nürnberg weitergeführt wird.
Ziegler leitete bis 2007 ein internationales Expertenteam zur Erarbeitung eines „nationalen Masterplans für die Begabtenförderung“ in einer Kooperation der Universität Ulm und den Vereinigten Arabischen Emiraten. Das Projekt wurde aufgrund interner Schwierigkeiten von den arabischen Geldgebern vorzeitig beendet.
Seit 2008 ist Albert Ziegler Generalsekretär der Internationalen Begabungsforschervereinigung (IRATDE), seit 2016 Vize-Präsident des European Council for High Ability (ECHA). 2016 wurde er zum ersten Chairman des European Talent Support Network gewählt, zu dem sich über 300 in der Talent- und Begabtenförderung aktive europäische Institutionen zusammengeschlossen haben.

## Schriften (Auswahl)
- (1994). Die Entwicklung schlußfolgernden Denkens. Frankfurt: Peter Lang-Verlag.
- -mit Gruber, H.- (Hrsg.) (1996). Expertiseforschung: Theoretische und methodische Grundlagen. Opladen: Westdeutscher Verlag.
- -mit Ziegler, R.- (1997). Gewalt in der (Grund-)Schule: Analysen und pädagogische Konsequenzen. Aachen: Shaker.
- (2000). Der Überzeugungseffekt im logischen Denken Jugendlicher. Regensburg: Roderer.
- -mit Gruber, H. und Mack, W.- (Hrsg.) (1999). Denken und Wissen. Opladen: Deutscher Universitätsverlag.
- (Hrsg.) (2001). Implicit theories as antecedents of motivation and behavior [Special Issue]. Psychologische Beiträge, 43, 1-199.
- (2008). Hochbegabung. München: UTB.
- -mit Schober, B.- (2001). Theoretischer Hintergrund und praktische Durchführung von Reattributionstrainings. Regensburg: Roderer.
- -mit Stöger, H.- (Hrsg.) (2004). Identification of gifted students [Special Issue]. Psychology Science, 46.
- -mit Stöger, H.- (2005). Trainingshandbuch selbstreguliertes Lernen: Lernökologische Strategien für Schüler der 4. Jahrgangsstufe zur Verbesserung mathematischer Kompetenzen. Lengerich: Pabst.
- -mit Stöger, H.- (2007). Pädagogisches Kompaktwissen für Eltern von Schulkindern. Lengerich: Pabst.
- -mit Heller, K.A.- (2007). Begabt sein in Deutschland. Münster: Lit-Verlag
- -mit Stöger, H.- (2008). Trainingshandbuch selbstreguliertes Lernen II: Grundlegende Textverständnisstrategien für Schüler der 4. bis 8. Jahrgangsstufe. Lengerich: Pabst.
- -mit Stöger, H.- (Hrsg.) (2008). High Ability Assessment. Sonderausgabe von Psychology Science Quarterly, 50.
- -mit Stoeger, H.- (2009). Systemische Begabungsförderung. Sonderausgabe des Journal für Begabtenförderung, 9,(2).
- -mit Stöger, H.- (Hrsg.). (2009). Hochbegabung [Themenheft]. Heilpädagogik online, 8(2), 3-184.
- -mit Stöger, H. und Schimke, D.- (2009). Mentoring: Theoretische Hintergründe, empirische Befunde und praktische Anwendungen. Lengerich: Pabst.
- -mit Perleth, Chr.- (2011). Excellence. Münster: Lit-Verlag
- (Hrsg.), mit Elisabeth Zwick (Hrsg.), Theoretische Perspektiven der modernen Pädagogik (= Reform und Innovation, Beiträge pädagogischer Forschung, Band 26) Lit Verlag, Münster 2014, ISBN 978-3-643-12527-9.